# Joakim Våge Nilsen
Joakim Våge Nilsen (Bømlo, 24 aprile 1991) è un calciatore norvegese, difensore dell'Haugar.

## Carriera

### Club
Nilsen ha iniziato la carriera professionistica con la maglia dell'Haugesund. Ha esordito nella 1. divisjon l'8 ottobre 2007, quando ha sostituito Rodolfo Rodríguez nella sconfitta per 3-1 in casa del Molde. Ha avuto gradualmente maggiore spazio, venendo schierato in 7 occasioni nel campionato seguente. Il 30 luglio 2008 ha segnato la prima rete della sua carriera, nella sconfitta per 3-1 contro il Bodø/Glimt, nell'edizione stagionale del Norgesmesterskapet.
Nel 2009, ha contribuito alla vittoria in campionato della sua squadra e alla conseguente promozione nell'Eliteserien. Ha debuttato nella massima divisione norvegese il 13 marzo 2010, nel pareggio per a reti inviolate in casa del Brann. Il 21 marzo, nel turno seguente, ha realizzato la rete del definitivo 2-2 contro lo Strømsgodset.
Il 21 dicembre 2015, l'Odd ha annunciato sul proprio sito internet d'aver ingaggiato Våge Nilsen, che ha firmato un contratto biennale con il nuovo club, valido a partire dal 1º gennaio 2016. Ha scelto di vestire la maglia numero 18.
Il 15 febbraio 2018 ha fatto ufficialmente ritorno all'Haugesund, legandosi con un accordo biennale. Il 19 novembre successivo ha prolungato il contratto fino al 31 dicembre 2021.

### Nazionale
Nilsen ha esordito nella Norvegia under 21 il 3 settembre 2010, schierato titolare nella sconfitta casalinga per 1-3 contro Cipro.

## Statistiche

### Presenze e reti nei club
Statistiche aggiornate al 13 aprile 2024.
| Stagione         | Club             | Campionato       | Campionato | Campionato | Coppe nazionali | Coppe nazionali | Coppe nazionali | Coppe continentali | Coppe continentali | Coppe continentali | Supercoppe | Supercoppe | Supercoppe | Totale | Totale |
| Stagione         | Club             | Comp             | Pres       | Reti       | Comp            | Pres            | Reti            | Comp               | Pres               | Reti               | Comp       | Pres       | Reti       | Pres   | Reti   |
| ---------------- | ---------------- | ---------------- | ---------- | ---------- | --------------- | --------------- | --------------- | ------------------ | ------------------ | ------------------ | ---------- | ---------- | ---------- | ------ | ------ |
| 2007             | Haugesund        | 1D               | 1          | 0          | CN              | ?               | ?               | -                  | -                  | -                  | -          | -          | -          | ?      | ?      |
| 2008             | Haugesund        | 1D               | 7          | 0          | CN              | ?               | ?               | -                  | -                  | -                  | -          | -          | -          | ?      | ?      |
| 2009             | Haugesund        | 1D               | 29         | 0          | CN              | ?               | ?               | -                  | -                  | -                  | -          | -          | -          | ?      | ?      |
| 2010             | Haugesund        | ES               | 28         | 2          | CN              | 3               | 0               | -                  | -                  | -                  | -          | -          | -          | 31     | 2      |
| 2011             | Haugesund        | ES               | 16         | 0          | CN              | 0               | 0               | -                  | -                  | -                  | -          | -          | -          | 16     | 0      |
| 2012             | Haugesund        | ES               | 20         | 0          | CN              | 3               | 1               | -                  | -                  | -                  | -          | -          | -          | 23     | 1      |
| 2013             | Haugesund        | ES               | 13         | 2          | CN              | 1               | 0               | -                  | -                  | -                  | -          | -          | -          | 14     | 2      |
| 2014             | Haugesund        | ES               | 30         | 0          | CN              | 4               | 1               | UEL                | 3                  | 0                  | -          | -          | -          | 37     | 1      |
| 2015             | Haugesund        | ES               | 10         | 1          | CN              | 2               | 0               | -                  | -                  | -                  | -          | -          | -          | 12     | 1      |
| 2016             | Odd              | ES               | 24         | 5          | CN              | 1               | 0               | UEL                | 2                  | 0                  | -          | -          | -          | 27     | 5      |
| 2017             | Odd              | ES               | 25         | 0          | CN              | 3               | 0               | UEL                | 5                  | 0                  | -          | -          | -          | 33     | 0      |
| Totale Odd       | Totale Odd       | Totale Odd       | 49         | 5          |                 | 4               | 0               |                    | 7                  | 0                  |            | -          | -          | 60     | 5      |
| 2018             | Haugesund        | ES               | 30         | 1          | CN              | 4               | 0               | -                  | -                  | -                  | -          | -          | -          | 34     | 1      |
| 2019             | Haugesund        | ES               | 13         | 0          | CN              | 2               | 0               | UEL                | 3                  | 0                  | -          | -          | -          | 18     | 0      |
| 2020             | Haugesund        | ES               | 15         | 0          | -               | -               | -               | -                  | -                  | -                  | -          | -          | -          | 15     | 0      |
| 2021             | Haugesund        | ES               | 1          | 0          | -               | -               | -               | -                  | -                  | -                  | -          | -          | -          | 1      | 0      |
| Totale Haugesund | Totale Haugesund | Totale Haugesund | 213        | 5          |                 | 19+             | 2+              |                    | 13                 | 0                  |            | -          | -          | 245+   | 7+     |
| gen.-ago. 2022   | Vard Haugesund   | 2D               | 4          | 0          | CN              | 0               | 0               | -                  | -                  | -                  | -          | -          | -          | 4      | 0      |
| ago.-dic. 2022   | Bremnes          | 3D               | 10         | 1          | CN              | -               | -               | -                  | -                  | -                  | -          | -          | -          | 10     | 1      |
| 2023             | Bremnes          | 3D               | 23         | 2          | CN              | 2               | 0               | -                  | -                  | -                  | -          | -          | -          | 25     | 2      |
| Totale Bremnes   | Totale Bremnes   | Totale Bremnes   | 33         | 3          |                 | 2               | 0               |                    | -                  | -                  |            | -          | -          | 35     | 3      |
| 2024             | Haugar           | 5D               | 1          | 3          | -               | -               | -               | -                  | -                  | -                  | -          | -          | -          | 1      | 3      |
| Totale           | Totale           | Totale           | 258        | 16         |                 | 25+             | 2+              |                    | 13                 | 0                  |            | -          | -          | 336+   | 18+    |